# 現代藝術 (桌上遊戲)
現代藝術是桌上遊戲設計師Reiner Knizia的經典拍賣遊戲，
於1992年問世以來風行至今。該遊戲最為人稱道的部分是擁有五種拍賣機制，包括公開競價、聯合拍賣、
暗標、一口價、優先承購式競價，內容豐富但是遊戲機制簡單，能同時滿足核心與入門玩家。1993年時現代藝術亦是德國年度最佳遊戲(Spiel des Jahres)的大熱門，但敗於吹牛骰。

## 外部連結
- 現代藝術遊戲介紹 （页面存档备份，存于）（中文）